# PMAIP1
PMAIP1 (англ. Phorbol-12-myristate-13-acetate-induced protein 1) – білок, який кодується однойменним геном, розташованим у людей на короткому плечі 18-ї хромосоми. Довжина поліпептидного ланцюга білка становить 54 амінокислот, а молекулярна маса — 6 030.
| 10         |  | 20         |  | 30         |  | 40         |  | 50         |
| ---------- |  | ---------- |  | ---------- |  | ---------- |  | ---------- |
| MPGKKARKNA |  | QPSPARAPAE |  | LEVECATQLR |  | RFGDKLNFRQ |  | KLLNLISKLF |
| CSGT       |  |            |  |            |  |            |  |            |

A: Аланін

C: Цистеїн

D: Аспарагінова кислота

E: Глутамінова кислота

F: Фенілаланін

G: Гліцин

I: Ізолейцин

K: Лізин

L: Лейцин

M: Метіонін

N: Аспарагін

P: Пролін

Q: Глутамін

R: Аргінін

S: Серин

T: Треонін

Задіяний у таких біологічних процесах, як апоптоз, альтернативний сплайсинг. 
Локалізований у мітохондрії.